# 정다래
정다래(1991년 12월 2일~)는 대한민국의 은퇴한 수영 선수로 주 종목은 평영이다. 2010년 광저우 아시안 게임 여자 평영 200m에서 금메달을 획득했다. 이는 1998년 방콕 아시안 게임에서 조희연이 여자 접영 200m 금메달을 획득한 이후 12년 만에 대한민국 여자 수영에서 나온 금메달이다. 2015년 1월 공식 은퇴를 선언했다. 원인은 무리한 훈련과 중학교 때부터 계속되어온 부상 후유증. 은퇴 후 서울 아현동에 정다래 수영교실을 열어 후배를 양성할 계획이라고 하지만현재는 인터넷 개인방송과 유튜버 활동 중이다.

## 경력
- 2008년 베이징 올림픽 수영 국가대표
- 2009년 로마 세계 수영 선수권 대회 수영 국가대표
- 2009년 홍콩 동아시안 게임 수영 국가대표
- 2010년 광저우 아시안 게임 수영 국가대표

## 주요 대회 성적
| 날짜             | 종목                  | 대회                      | 장소   | 순위 | 기록    | 기타         |
| ---------------- | --------------------- | ------------------------- | ------ | ---- | ------- | ------------ |
| 2007년 10월 9일  | 평영 100m 여자 고등부 | 제88회 전국체육대회       | 광주   | 1위  | 1:10.96 |              |
| 2007년 10월 12일 | 평영 200m 여자 고등부 | 제88회 전국체육대회       | 광주   | 1위  | 2:28.40 |              |
| 2008년 8월 14일  | 여자 평영 200m        | 제29회 베이징 올림픽      | 베이징 | 14위 | 2:28.28 |              |
| 2008년 10월 11일 | 평영 100m 여자 고등부 | 제89회 전국체육대회       | 목포   | 1위  | 1:10.45 |              |
| 2008년 10월 13일 | 평영 200m 여자 고등부 | 제89회 전국체육대회       | 목포   | 1위  | 2:26.83 |              |
| 2009년 7월 31일  | 여자 평영 200m        | 제13회 세계수영선수권대회 | 로마   | 12위 | 2:25.00 |              |
| 2009년 10월 21일 | 평영 100m 여자 고등부 | 제90회 전국체육대회       | 대전   | 1위  | 1:09.59 |              |
| 2009년 10월 23일 | 평영 200m 여자 고등부 | 제90회 전국체육대회       | 대전   | 1위  | 2:25.74 |              |
| 2009년 12월 9일  | 여자 평영 200m        | 제5회 동아시안 게임       | 홍콩   | 2위  | 2:24.90 | 개인최고기록 |
| 2010년 10월 7일  | 평영 100m 여자 일반부 | 제91회 전국체육대회       | 창원   | 1위  | 1:09.19 | 개인최고기록 |
| 2010년 10월 9일  | 평영 200m 여자 일반부 | 제91회 전국체육대회       | 창원   | 1위  | 2:26.97 |              |
| 2010년 11월 17일 | 여자 평영 200m        | 제16회 아시안 게임        | 광저우 | 1위  | 2:25.02 |              |

## 학력
- 여수구봉초등학교
- 여수문수중학교
- 부영여자고등학교
- 동서울대학 스포츠학부 레저스포츠전공
- 대림대학교 사회체육학과
- 한양대학교 ERICA캠퍼스(안산 분교) 문화산업대학원

## 방송
- 2015년 《더 레이서》
- 2017년 《마이 리틀 텔레비전》 94회, 95회
- 2017년 《정글의 법칙 in 피지》
- 2017년 《원나잇 푸드트립》 40회(11월 15일 방송분)
- 2018년 《어촌캠프》
- 2019년~2020년 《좋은 친구들》
- 2020년 《아이콘택트》

## 가족관계
- 배우자
  - 비연예인 일반인 남성 (2022년 9월 18일 ~ 현재)